# Retour veineux
Le retour veineux est le phénomène de la remontée du sang (appauvri en oxygène) du bas du corps vers la partie supérieure du corps pour y être rechargé. 

## Description
Le retour veineux est rendu possible par trois phénomènes classés par ordre d'importance :

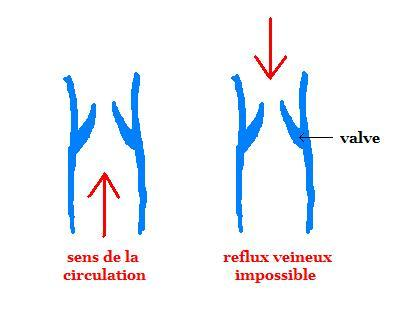
Système de valve veineuse anti-reflux.

- la compression des veines par les muscles squelettiques qui compressent les parois des veines lorsqu'ils sont tendus. A cela s'associe la présence de valves unidirectionnelles anti-reflux, interdisant le reflux du sang vers l'organe dont il provient ;

- la succion provoquée par le diaphragme lors de la respiration, qui comprime les veines passant dans la cavité abdominale lors de l'inspiration ;

- la vasoconstriction sympathique: les veines sont entourées par une couche de muscle lisse avec une innervation sympathique.

Le phénomène de retour veineux se traduit physiquement par une pression exercée sur les parois veineuses proportionnelle à la hauteur de la colonne de sang qui se trouve au-dessus de l'endroit considéré. Le retour veineux est donc facilité par la bonne tonicité des muscles situés autour des veines. 
Le retour veineux contribue également au débit cardiaque. Lorsque le retour veineux augmente, une plus grande quantité de sang arrive dans l'oreillette, ce qui augmente la pression auriculaire. Comme cette pression augmente, le volume télé-diastolique ventriculaire augmente aussi, ainsi que le volume d'éjection systolique. Le débit cardiaque se mesure en multipliant le volume d'éjection systolique par la fréquence cardiaque, donc lorsque ce volume augmente, cela augmente le débit cardiaque. 

## Facteurs
Pour que le retour veineux augmente, quatre facteurs entrent en compte:
- L'activité des nerfs sympathiques des veines
- La pompe musculaire squelettique
- Les mouvements d'inspiration
- Le volume sanguin

## Pathologies

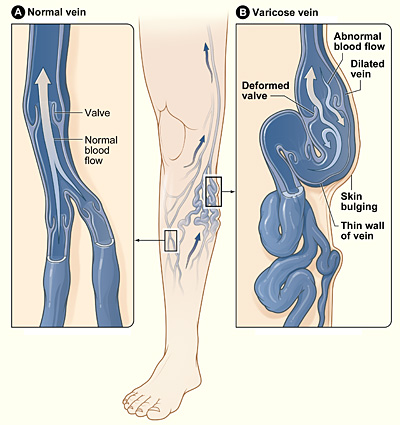
Retour veineux normal (à g.) et varices (à d.).

Les varices sont une pathologie courante liée à un dysfonctionnement du retour veineux. Elles sont caractérisées par un défaut d'étanchéité d'une ou plusieurs valves anti-reflux entraînant une stagnation du sang visible à travers la peau.